# 上北条村
上北条村（かみほうじょうそん）は、鳥取県東伯郡にあった村。現在の倉吉市の一部にあたる。

## 地理
北条平野、天神川左岸に位置していた。
- 山岳：小田山[4]

## 歴史
- 1889年（明治22年）10月1日、町村制の施行により、久米郡中江村、小田村、古川沢村、下古川村、井手畑村、新田村、大塚村、穴窪村が合併して村制施行し、上北条村が発足[1][3]。旧村名を継承した中江、小田、古川沢、下古川、井手畑、新田、大塚、穴窪の8大字を編成[3]。
- 1896年（明治29年）4月1日、郡の統合により東伯郡に所属[3]。
- 1953年（昭和28年）10月1日、東伯郡西郷村、上井町、倉吉町、上小鴨村、社村、北谷村、高城村、灘手村（一部）と合併し、市制施行して倉吉市を新設して廃止された[1][3]。合併後、倉吉市大字中江・小田・古川沢・下古川・井手畑・新田・大塚・穴窪となる[3]。

### 小作争議
1903年（明治36年）中江小作人組合設立。1917年（大正6年）8月、上北条村小作人組合設立し、地主と交渉し小作料の減額を要求した。地主側は東伯土地株式会社を設立して対応した。

### 地名の由来
旧北条郷に属していたことから。

## 産業
- 農業[3]
- 産物：米、麦、菜種、藺草（北条藺）[3]

## 教育
- 1873年（明治6年）井手畑学校開校[3]。1892年（明治25年）上北条尋常小学校に改称[3]。1922年（大正11年）高等科併設[3]。1941年（昭和16年）社国民学校を経て、1947年（昭和22年）上北条小学校に改称[3]。（参照：倉吉市立上北条小学校）